# 総合学校
総合学校（そうごうがっこう, Comprehensive school）とは、何らかの意味で複数のものを統合した学校、特に複数の教育課程を統合した学校。

## ドイツ
ドイツの総合学校はGesamtschuleと呼ばれる。ドイツでは普通の基礎学校（小学校）へ行くと、10歳で進路を決めなければならず、大学に入学するにはギムナジウムに入学するために過酷な競争に勝ち抜かなくてはならない。しかし義務教育から中等学校までを一貫したシュタイナー学校でもアビトゥーア資格の合格率が高いため、シュタイナー学校をまねて13年間一貫教育の総合学校ができた。アビトゥーアを受ける資格のある学校である。

## フィンランド
フィンランドの義務教育を施す学校で、7歳から15歳の子供が通っている。

### 沿革
元々、フィンランドは日本と同じ6・3・3・4制をとっていたが、このうちの義務教育に当たる最初の9年間を統合し、より総合的で効率的な教育を目指した。
現在日本では、中等教育学校・中高一貫校のような中等教育課程に当たる中学校と高等学校を統一した学校に対して、フィンランドの事例にならった小中一貫教育の成果を模索している。

### 利点
学習面
小学校から中学校に進学した際に、学習内容や難易度、教科が大幅に変わるため、学習についていけず学習意欲を喪失してしまう生徒が出てしまうことが問題となっていたが、一貫して教育を行うことで、初等教育から中等教育への転換を柔軟に行うことができる。
学齢
現在の小学生は早熟化していることから、思春期の始まりである小学生と中学生を一貫して教育した方が、性教育や精神面のケアにおいては有効であると考えることができる。また、学年が広くなることにより精神的に未熟な小中学生を一貫して教育することができるので、生徒の負担が減り、教師も安心して児童・生徒を指導することができる。また、親も小学校入学から子供を見ている教師がいる方が安心であるというメリットもある。
施設・学区
少子化によって小学校・中学校の統廃合が進み、田舎では小学校は近くにあっても中学校が遠方にあり、生徒が長い時間を登下校に使わざるをえない状況にあり、治安が悪化している現在では非常に危険である。また、地域住民との関係が希薄になる傾向もある。よって、存続の小学校や中学校をすべて総合学校に割り振ることができれば、学校区が狭まり、これらの問題を解決することができる。

### 問題点
学習面
すでに中高一貫校が一般化している都市圏ではあまりメリットはないといえる。また、さらにゆとり教育が進んでしまうのではという懸念もある。
学齢
学齢が広すぎて、途中で中だるみしてしまう可能性もある。
施設・学区
中学校においては学区が狭まることにより、中学校にあたる学年の生徒が減少し、部活動が存続できなくなる可能性がある。また、体育館やプールなどの施設が不足する可能性もある。また、トイレや下駄箱、手すりなどの位置を変更するのに多額の税金がかかる。

## 日本
- 幼小中一貫校
- 小中一貫校
- 中高一貫校
- 幼小中高一貫校